# Timurtash
Timurtash, o Temürtas o Timür-Tash (in persiano ﺗﻴﻤﻮﺭ ﺗﺎﺵ‎; ... – 1328), è stato un militare e politico mongolo.
Fu un membro della famiglia chupanide che dominò la storia di una parte della Persia settentrionale verso la fine dell'Ilkhanato. Era il secondo figlio di Chupan.
Nel 1319 fu fatto Governatore di Rūm a seguito della fine di una rivolta condotta contro suo padre. Nel 1322 organizzò una ribellione e fece alcune aperture, per un'alleanza, ai Mamelucchi d'Egitto (implacabili nemici dell'Ilkhanato). Chupan, tuttavia si recò nel bilād al-Rūm (l'Anatolia occupata dai musulmani) con il permesso dell'Ilkhan Abū Saʿīd e riuscì a convincere suo figlio a deporre ogni ambizione e a sollecitare il sicuro perdono del sovrano mongolo di Persia, riuscendo anche a farlo confermare come Governatore di Rūm. 

Timurtash riuscì ad ampliare i confini del suo Governatorato.
Saputo della fuga di suo padre e della sua esecuzione nel 1327, Timurtash si recò presso la corte dei Mamelucchi e fu ricevuto calorosamente dal loro Sultano al-Nāṣir Muḥammad. Presto però questi mutò idea e, su richiesta di Abū Saʿīd, al-Nāṣir Muḥammad lo mandò a morte nel luglio o agosto del 1328.
Timurtash ebbe quattro figli: Hasan Kuçek, Malek Ashraf, Malek Ashtar e Mesr Malek. Ḥasan Kuçek creerà più tardi lo Stato indipendente mongolo dei Chupanidi nella Persia nord-occidentale, sfruttando la memoria di Timurtash per chiamare a sé i suoi sostenitori.
A lui succedette suo figlio Malek Ashraf.